# Пошехонское шоссе (Вологда)
Пошехо́нское шоссе́ — улица в Вологде. Начинается от Горбатого (Железнодорожного)  моста через Северную железную дорогу около вокзала и идёт на юг до окраины города. Далее переходит в бывший пошехонский тракт, ныне представляющий собой тупиковую дорогу до деревни Норобово. Шоссе названо в честь города Пошехонье.

## История
Улица на всём протяжении проходит по линии бывшего пошехонского тракта.
В конце XIX века по южной окраине Вологды прошла железная дорога, отрезав пошехонский тракт от города. В месте пересечения был оборудован железнодорожный переезд. В 1912 году на его месте был построен Горбатый  (Железнодорожный) мост (перестроен в начале 1980-х гг.).
В 1953 завершено строительство корпусов Вологодского молочного комбината. В 1957 построен завод Ремсельмаш (нынешний Бываловский машиностроительный завод).
В 1980-е годы по Пошехонскому шоссе в связи со строительством нового микрорайона в Бывалово был пущен троллейбус.
В 1980-х годах на Пошехонском шоссе были построены новые корпуса областной больницы.
В 2010 году был построен крупнейший в области торгово-развлекательный центр «Мармелад».
В 2012 году было достроено новое здание областной детской больницы. Одновременно до больницы был продлён маршрут троллейбуса № 4.